# Wizernes
 Wizernes là một xã ở tỉnh Pas-de-Calais, vùng Hauts-de-France của Pháp.

## Địa lý
Wizernes có cự ly 4 dặm Anh (6 km) về phía tây nam của Saint-Omer, tại giao lộ của đường D928 và D211, hai bên bờ sông Aa, nhánh của sông Lys.

## Dân số
| 1962                                                         | 1968 | 1975 | 1982 | 1990 | 1999 | 2006 |
| ------------------------------------------------------------ | ---- | ---- | ---- | ---- | ---- | ---- |
| 2798                                                         | 3016 | 3309 | 3614 | 3362 | 3448 | 3400 |
| Số liệu điều tra dân số từ năm 1962: Dân số không tính trùng |      |      |      |      |      |      |

## Địa điểm nổi bật
- Nhà thờ St. Folquin, thế kỷ 20.